# 수호이 Su-33
수호이 Su-33은 러시아 해군 유일의 함재 전투기로 수호이 설계국에서 개발했다.현재 쿠즈네초프 항공모함에서 운용되는 함재 전투기인 수호이33은 러시아의 주력 전투기인 수호이 Su-27(나토 코드 Flanker)의 함상형으로 나토 코드명은 Flanker-D이다.기존 러시아군이 부르던 명칭은 Su-27K였고 Su-33은 수호이 설계국 자체 명칭이었으나 지금은 후자의 이름이 더 잘 알려져 있다.

## 향후 전망

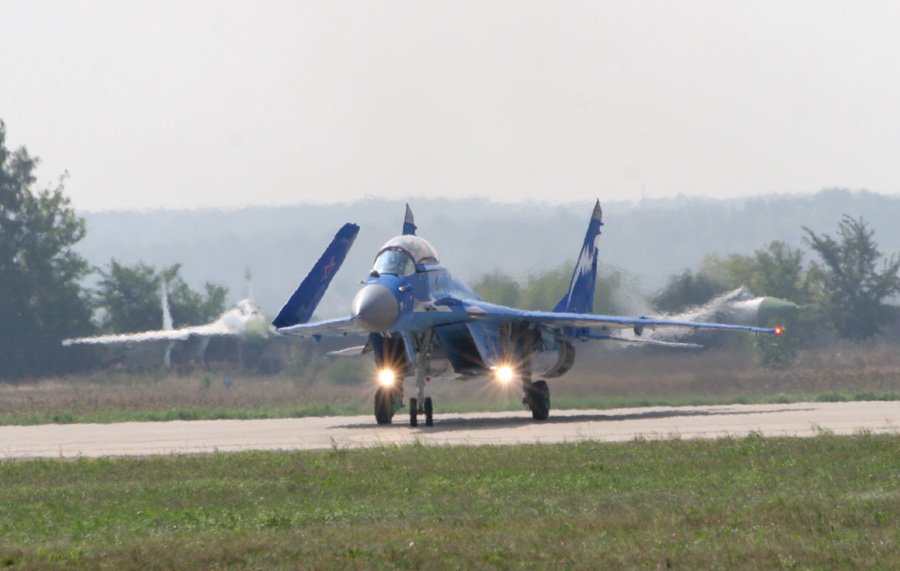
MiG-29KUB jet at Zhukovskiy LII air field.

러시아 국방부의 출판물에 따르면, 러시아 해군은 19대의 수호이 Su-33 전투기를 보유하고 있는데, 2015년까지 퇴역시킬 것이라고 한다. 새로운 생산도 가능하지만, 생산량이 너무 적어서 비용대 효과가 매우 낮다. 반면에 미코얀 MiG-29K는 인도 해군이 이미 16대를 주문했고, 앞으로 최소한 30대를 주문할 계획이라서 주문량이 많다. 인도는 16대의 개발 및 인도를 위해 7억 3,000만 달러를 지불했다. 러시아 정부는 24대를 위해 10억 달러를 지불했다.

## 같이 보기
- 쿠즈네초프 항공모함
- 베이징급 항공모함

관련 개발
- 수호이 Su-27
- 수호이 Su-30
- 수호이 Su-34
- 수호이 Su-35
- 수호이 Su-37

유사 항공기
- 유로파이터 타이푼
- 다소 라팔
- F/A-18E/F 슈퍼 호넷
- F-15 이글
- F-14 톰캣
- 미코얀 MiG-29K